# 22626 Дженгордінер
22626 Дженгордінер (22626 Jengordinier) — астероїд головного поясу, відкритий 22 травня 1998 року.
Тіссеранів параметр щодо Юпітера — 3,544.